# 龙场苗族白族彝族乡
龙场苗族白族彝族乡是中华人民共和国贵州省六盤水市水城区下辖的一个民族乡。

## 行政区划
龙场苗族白族彝族乡下辖以下村级行政区划单位：
龙场村、期戛村、挖营村、箐脚村、碗厂村、娱乐村、水碾村、鱼塘村、麻窝村、茅草地村、瓦房村、戈波村、雨落村和发堤坎村。